# Hôtel de Bilderberg
L'hôtel de Bilderberg est un hôtel situé à Oosterbeek, Pays-Bas, où le groupe Bilderberg s'est rencontré pour la première fois en 1954. L'hôtel est également la source du nom donné aux participants aux activités du groupe, les Bilderbergers. 
L'hôtel est la propriété de la chaîne Bilderberg (en), qui gère une vingtaine d'hôtels dans le pays.